# Вишнивецкий, Михаил Михайлович
Михаил Михайлович Вишнивецкий (укр. Михайло Михайлович Вишнивецький; род. 16 мая 2002 год, Константиновка, Украина) — украинский борец греко-римская стиля. Двукратный чемпион Украины. Двукратный победитель первенства Европы до 23 лет. Мастер спорта Украины международного класса.

## Биография
Михаил родился в городе Константиновка Донецкой области. Он является воспитанником Константиновского ДЮСШ. Первым тренером Михайла был Денис Вепренцев.

## Спортивная карьера
Большие результаты для Вишнивецкого пришли на кадетском первенстве Европы в Италии, где он занял третье место в весе до 110 кг. В 2021 году он стал финалистом первенство Европы в Германии в весовой категории до 130 кг. Летом 2022 года Михаил стал победителем первенства Европы в Италии и первенства мира в Болгарии. В октябре 2022 года выступил на первенстве Европы среди борцов до 23 лет в Испании. В ноябре 2022 года впервые стал чемпион Украины среди взрослых, одолев в финале опытнейшего Александра Чернецкого (Донецкая область). В мае 2023 года Михаил стал третьим на кубке Украины во Львове. В марте 2023 года он выиграл первенство Европы среди спортсменов до 23 лет в Румынии. В сентябре 2023 года неудачно выступил на взрослом чемпионате мира в Сербии. В октябре 2023 года дошёл до финала первенства мира среди борцов не старше 23 лет, уступив лишь в финале турецкому спортсмену Бакиру Хамзе. В ноябре 2023 году Вишнивецкий во второй раз выиграл чемпионат Украины. В мае 2024 выиграл во второй раз первенство Европы до 23 лет в Баку.

## Спортивные достижения
Взрослый уровень
- Первенство Европы до 23 лет 2022 — ;
- Первенство Европы до 23 лет 2023, 2024 — ;
- Первенство мира до 23 лет 2023 — ;
- Кубок Украины 2023 — ;
- Чемпионат Украины 2022, 2023 — ;
- Первенство Европы до 23 лет 2024, 2025 — ;

Кадетский и юниорский уровень
- Первенство Европы 2019 — ;
- Первенство Европы 2021 — ;
- Первенство Европы 2022 — ;
- Первенство мира 2022 — ;